# Plumbago wissii
Plumbago wissii Friedr. – gatunek rośliny z rodziny ołownicowatych (Plumbaginaceae Juss.). Występuje naturalnie w Południowej Afryce oraz Namibii. 

## Morfologia
PokrójBylina dorastająca do 1 m wysokości. Gałęzie są prążkowane. Pędy są pnące.
LiścieIch blaszka liściowa ma równowąski kształt. Mierzy 5 cm długości oraz 0,8–1,3 cm szerokości, u naady niemal obejmuje łodygę, ma spiczasty wierzchołek.
KwiatyObupłciowe lub funkcjonalnie jednopłciowe, zebrane w złożone kłosy o długości 4–6 cm, rozwijają się w kątach pędów. Kielich ma rurkowaty kształt i mierzy do 8 mm długości. Płatki mają podłużnie odwrotnie jajowaty kształt i czerwoną barwę, dorastają do 10–50 mm długości. Pręcików jest 8.

## Biologia i ekologia
Rośnie na terenach skalistych. Występuje na wysokości do 1500 m n.p.m.